# CRC Press
CRC Press, LLC è una casa editrice statunitense specializzata in libri tecnici, in particolare di ingegneria, scienza e matematica. Si occupa anche di libri di business, scienza forense e tecnologia dell'informazione. Attualmente CRC Press è una divisione di Taylor & Francis, a sua volta una sussidiaria di Informa.

## Storia
La CRC Press fu fondata con il nome Chemical Rubber Company (CRC) nel 1903 dai fratelli Arthur, Leo e Emanuel Friedman a Cleveland, Ohio, e si basava su una precedente impresa di Arthur, che nel 1900 aveva cominciato a vendere grembiuli da laboratorio di gomma. L'azienda si è gradualmente espansa fino a includere la vendita di attrezzatura da laboratorio ai chimici. Nel 1913, a ogni acquisto di dodici grembiuli, la CRC offriva un breve (116 pagine) manuale intitolato Rubber Handbook come incentivo.  Da allora il Rubber Handbook si è evoluto nel libro di punta della CRC, il CRC Handbook of Chemistry and Physics.
Nel 1964, Chemical Rubber decise di concentrarsi sull'editoria, e nel 1973 diventò CRC Press, Inc, lasciando così il business della manifattura, con l'azienda spin-off chiamata Lab Apparatus Company.
Nel 1986 CRC Press fu acquisita dalla Times Mirror Company. Times Mirror cominciò a valutare la possibilità della vendita di CRC Press nel 1996, e a dicembre annunciò la vendita a Information Ventures. Nel 2003, CRC diventò parte di Taylor & Francis, che nel 2004 diventò parte della casa editrice britannica Informa.